# Julie Newmar

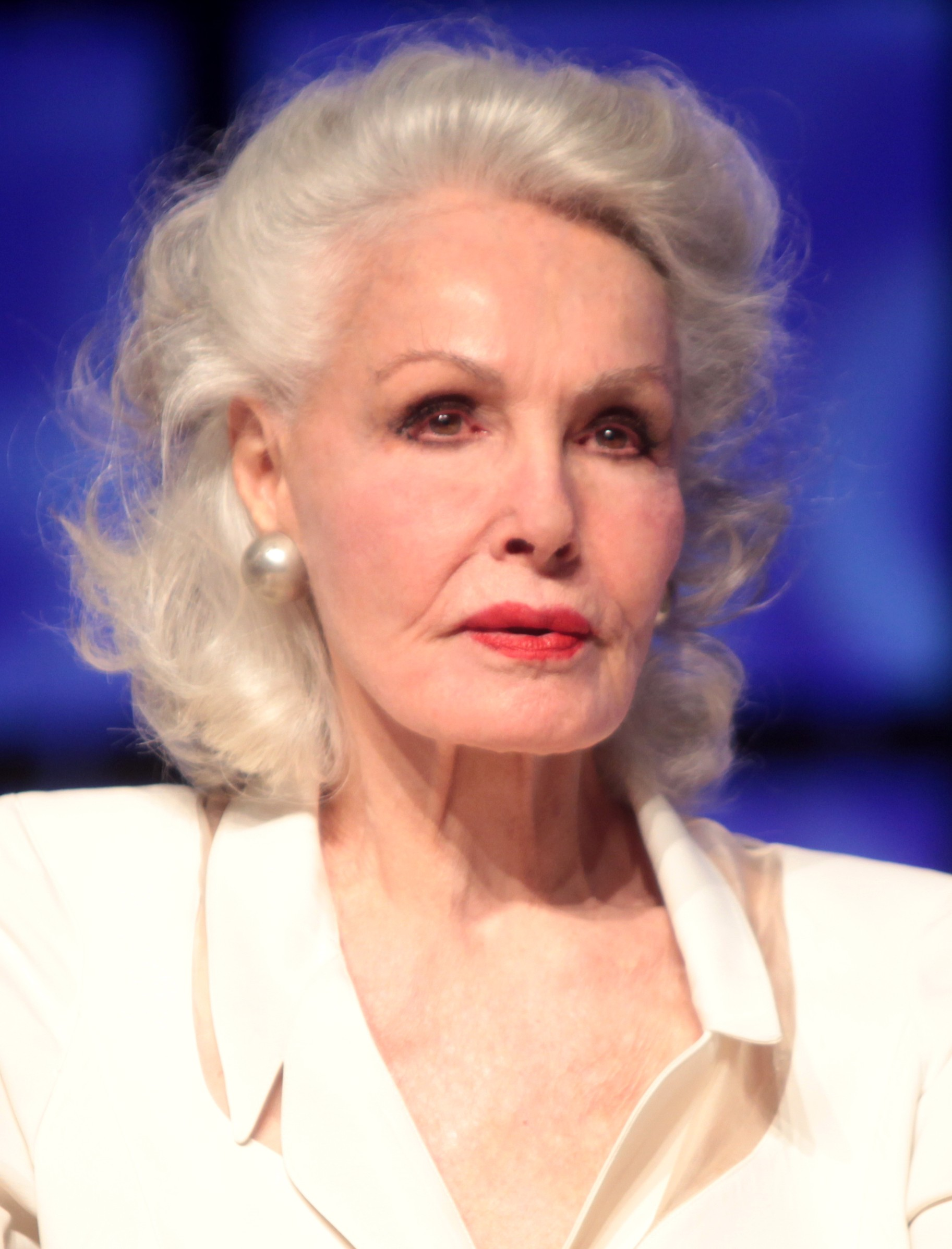
Julie Newmar (2014)

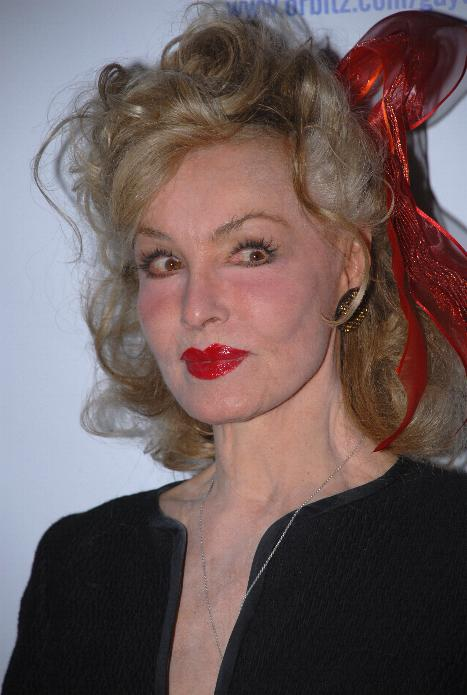
Julie Newmar (2007)

Julie Newmar (* 16. August 1933 in Los Angeles, Kalifornien, als Julia Chalene Newmeyer) ist eine US-amerikanische Schauspielerin, Sängerin und Tänzerin.

## Leben
Julie Newmar, die in ihrem Stammbaum u. a. schwedische, deutsche und walisische Vorfahren hat, ist die Tochter von Prof. Donald Charles Newmeyer (1902–1992) und dessen Frau Helen (geb. Jesmer). Zu ihrer Kindheit gehörten u. a. Unterrichtsstunden in Ballett, Piano und Stimmbildung. Nach Abschluss ihrer schulischen Ausbildung an der John Marshall High School  nahm sie das Studium an der UCLA auf, das sie nach dem erfolgreichen Besuch eines Castings abbrach, um als Schauspielerin zu arbeiten. Im Alter von 15 Jahren war sie bereits Primaballerina an der Los Angeles Opera.
In den 1970er Jahren zeigte sie Erfindergeist und meldete drei Patente für zwei Unterwäschestücke an: eine Strumpfhose und einen Büstenhalter.
Newmar, die nach eigenen Aussagen bis zu neun Heiratsanträge in einem Jahr erhielt, heiratete erst mit über 40 Jahren erstmals – einen sechs Jahre jüngeren Rechtsanwalt. 1981 kam der gemeinsame Sohn mit dem Down-Syndrom und zwei nicht operablen Löchern im Herzen zur Welt, sechs Monate später folgte die Scheidung. Im Alter von zwei Jahren verlor ihr Sohn das Gehör aufgrund einer Meningitis und Newmar verließ das Schauspielgeschäft, um sich sowohl ihrem Sohn zu widmen als auch sich als Lehrerin für behinderte Kinder an einer Public School zu engagieren. Für die Finanzierung des Lebensunterhalts sorgte das Immobiliengeschäft, das ihre Mutter gegründet hatte.
Zwischenzeitlich war Newmar die Muse von Thierry Mugler. Zudem spielte sie 1992 in dem Musikvideo Too Funky mit, welches Mugler als Regisseur für George Michael drehte. Im Jahr 2013 erhielt sie von der LGBT-Community eine Ehrung, genauer: von der Organisation Gay and Lesbian Elder Housing (GLEH) den Lifetime Achievement Award. Die Situation von LGBT-Menschen kennt Newmar dabei aus ihrer eigenen Familie, denn ihr Bruder John (* 1940), ein Mediziner und Winzer mit Caltech- und Harvard-Abschlüssen, ist schwul.
Newmar hat seit ihrer Geburt die neuromuskuläre Erkrankung Morbus Charcot-Marie-Tooth. Allerdings zeigten sich die Symptome erst im hohen Alter deutlich. Ende der 1990er Jahre initiierte sie einen zeitweiligen Bann von Laubsaugern in ihrer Heimatstadt.

## Karriere
Ganz zu Anfang war Newmar ein sogenanntes „Dance-in“, quasi das tänzerische Äquivalent eines Stunt Doubles. Ihr Leinwanddebüt gab die Schauspielerin in einer kleinen Rolle in Elliott Nugents Musikkomödie Nur für Dich im Jahr 1952. Zum ersten Mal in einem Abspann wurde die Schauspielerin in Die Schlange vom Nil von 1954 erwähnt. In dieser Verfilmung der Geschichte von Marcus Antonius und Kleopatra, die Hauptrollen spielten Raymond Burr und Rhonda Fleming, trat Newmar als exotische Tänzerin auf. 1961 erhielt sie für ihre Rolle in Ehekarussell eine Nominierung für den Golden Globe Award als Beste Nachwuchsdarstellerin.
In der Folgezeit spielte Newmar zumeist Neben- und Gastrollen in Fernsehserien und Filmen. Mitte der 1960er Jahre trat die Schauspielerin als Catwoman in zwei Staffeln der Fernsehserie Batman auf. In der letzten Staffel von Batman wurde Newmar durch Eartha Kitt ersetzt, da sie mit den Dreharbeiten für den Western Mackenna’s Gold mit Gregory Peck und Omar Sharif beschäftigt war. In diesem Film hatte sie sogar eine kurze Nacktszene, dennoch war dem Werk kein Erfolg vergönnt. Weitere gemeinsame Filme hatte sie u. a. mit James Mason und Kirk Douglas.

## Rezeption
Anlässlich ihrer Hochzeit 1977 merkte die Zeitschrift People kritisch an, sie sei seit 23 Jahren ein Starlet und größtenteils zu einer Reihe kitschiger Rollen verdammt, die von ihr weniger verlangten, als sie es von jenen Handtüchern und knappen Kostümen taten, die ihr einen letzten Rest Sittsamkeit bewahrten (englisch She’s been a starlet for 23 years, condemned largely to a series of cheesecakey roles that demanded less of her than they did of the towels and skimpy costumes that preserved her last few shreds of modesty).
Der Titel des 1995 erschienenen Films To Wong Foo, thanks for Everything, Julie Newmar ist eine Hommage an die Schauspielerin, deren Foto mit ebendieser Widmung den Protagonisten des Films als Glücksbringer dient. In der letzten Szene des Films hat Julie Newmar einen kurzen Gastauftritt.
Um ihren 80. Geburtstag herum wurde die vierteilige Mini-Comicserie The Secret Life Of Julie Newmar veröffentlicht.

## Filmografie
- 1952: Nur für Dich (Just for You)
- 1952: She's Working Her Way Through College
- 1953: Madame macht Geschichte(n) (Call Me Madam)
- 1953: Die Schlange vom Nil (Serpent of the Nile)
- 1953: Slaves of Babylon
- 1953: Blondinen bevorzugt (Gentlemen Prefer Blondes)
- 1953: Vorhang auf! (The Band Wagon)
- 1953: The Eddie Cantor Story
- 1954: Die Gladiatoren (Demetrius and the Gladiators)
- 1954: Eine Braut für sieben Brüder (Seven Brides for Seven Brothers)
- 1954: Tief in meinem Herzen (Deep in My Heart)
- 1959: Li'l Abner
- 1959: The Rookie
- 1961: Ehekarussell (The Marriage-Go-Round)
- 1961: Preston & Preston (The Defenders, Fernsehserie, Folge 1x15)
- 1962: Route 66 (Fernsehserie, 2 Folgen)
- 1963: Twilight Zone (The Twilight Zone, Fernsehserie, Folge 4x14 Ein teuflischer Neustart)
- 1963: Der Fuchs geht in die Falle (For Love or Money)
- 1964–1965: My Living Doll (Fernsehserie, 26 Folgen)
- 1966: The Beverly Hillbillies (Fernsehserie, Folge 4x27)
- 1966–1967: Batman (Fernsehserie, 13 Folgen)
- 1967: Die Monkees (The Monkees, Fernsehserie, Folge 1x29)
- 1967: Raumschiff Enterprise (Star Trek: The Original Series, Fernsehserie, Folge 2x11 Im Namen des jungen Tiru)
- 1968: Mini-Max (Get Smart, Fernsehserie, Folge 4x10)
- 1969: Ihr Auftritt, Al Mundy (It Takes a Thief, Fernsehserie, Folge 2x20)
- 1969: Mackenna’s Gold
- 1969: The Maltese Bippy
- 1970: Ein Sheriff in New York (McCloud, Fernsehserie, eine Folge)
- 1970: Up Your Teddy Bear
- 1971: The Feminist and the Fuzz (Fernsehfilm)
- 1971: Verliebt in eine Hexe (Bewitched, Fernsehserie, Folge 8x12 Hallo, Pussycat)
- 1973: Columbo: Doppelter Schlag (Double Shock, Fernsehreihe)
- 1975: McMillan & Wife (Fernsehserie, Folge 5x03)
- 1976: Die Sieben-Millionen-Dollar-Frau (The Bionic Woman, Fernsehserie, Folge 2x07 Die Erbschaft)
- 1977: Terraces (Fernsehfilm)
- 1979: Love Boat (The Love Boat, Fernsehserie, Folge 3x07)
- 1980: Buck Rogers (Buck Rogers in the 25th Century, Fernsehserie, Folge 1x21)
- 1982: CHiPs (Fernsehserie, Folge 6x07)
- 1983: Ein Sprung in der Schüssel (Hysterical)
- 1983: Fantasy Island (Fernsehserie, Folge 6x17)
- 1983: Hart aber herzlich (Hart to Hart, Fernsehserie, Folge 4x19)
- 1984: High School U.S.A. (High Schools, Fernsehfilm)
- 1984: Der Hollywood-Clan (Love Scenes)
- 1985: Streetwalkin’ – Auf den Straßen von Manhattan (Streetwalkin’)
- 1985: Evils of the Night
- 1988: Deep Space
- 1988: Dance Academy
- 1989: Mein Geist will immer nur das Eine … (Ghosts Can’t Do It)
- 1990: Nudity Required
- 1994: Alien Desperados (Oblivion)
- 1995: To Wong Foo, thanks for Everything, Julie Newmar (Gastauftritt)
- 1996: Badlands (Oblivion 2: Backlash)
- 1998: Maggie (Fernsehserie, Folge 1x05)
- 1999: Going South (If... Dog... Rabbit...)
- 2003: Auf den Spuren von Batman (Return to the Batcave: The Misadventures of Adam and Burt, Fernsehfilm)
- 2006: Immer wieder Jim (According to Jim, Fernsehserie, Folge 5x17)
- 2010: Batman: The Brave and the Bold (Fernsehserie, Folge 2x11 In der Kälte der Nacht, Sprechrolle)
- 2016: Batman: Return of the Caped Crusaders (Sprechrolle)
- 2017: Batman vs. Two-Face (Sprechrolle)